# Аболиционизм в Великобритании
Аболициони́зм в Великобритании (англ. abolitionism от лат. abolitio — отмена) — движение за отмену рабства и освобождение рабов в центре империи, послужившее началом для отмены рабства в её колониях, исключая Индию, где рабство было признано «исторической традицией».

## История
В 1765 году лондонский врач Гренвилль Шарп спас жизнь чернокожего раба, привезённого хозяином из Барбадоса, до полусмерти избитого и брошенного на улице. Когда через два года хозяин встретил бывшего раба и заточил его у себя дома, Шарп через суд добился освобождения своего пациента, утверждая, что рабство аморально и противоречит английским законам.
Новым шагом к отмене рабства стал судебный процесс «Сомерсет против Стюарта», в ходе которого крёстные родители беглого чернокожего раба Джеймса Сомерсета защитили его от притязаний его хозяина Чарльза Стюарта, который попытался схватить его и силой сослать на сахарные плантации Ямайки.
В XVIII в. рабы из Африки, Азии и Америки ещё служили в богатых домах Лондона и Эдинбурга в качестве домашней прислуги. Перебираясь в американские колонии, англичане нередко брали с собой прислугу и рабов из Индии. Поскольку они не были проданы в рабство на территории Великобритании, их законный статус до 1772 г. оставался неопределённым. При этом в Шотландии того времени законное наследственное рабовладение существовало по закону.. Оно было отменено лишь в 1799 году по специальному закону, принятому британским парламентом.
Правовой статус рабов на территории Британских островов и рассматривал судья Мюррей, лорд Мансфилд, в своём решении по делу «Сомерсет против Стюарта» от 22 июня 1772 г.:

Состояние рабства таково, что в настоящее время невозможно обосновать его в суде, опираясь на простой здравый смысл или общие соображения о природе или политике; оно должно иметь законные основания; …ни один хозяин никогда не мог здесь взять раба силой и продать за границу за то, что он уклоняется от выполнения своих обязанностей или по каким-либо иным причинам; мы не можем сказать, что это разрешено или оправдано каким-либо законом этого королевства, поэтому этот человек должен быть освобождён.Оригинальный текст (англ.)The state of slavery is of such a nature, that it is incapable of now being introduced by Courts of Justice upon mere reasoning or inferences from any principles, natural or political; it must take its rise from positive law; ...no master ever was allowed here to take a slave by force to be sold abroad because he had deserted from his service, or for any other reason whatever; we cannot say the cause set forth by this return is allowed or approved of by the laws of this kingdom, therefore the man must be discharged.
— Цитируется по публикации в газете General Evening Post от 21-23 июня 1772 г
Хотя с точки зрения закона это решение звучит довольно неопределённо, современники сочли его осуждающим рабство как незаконное, что привело к освобождению в Великобритании до 15 тысяч рабов и стало основой для сложившегося впоследствии мнения, что рабство, законное в колониях (в частности, в Северной Америке), на территории Британских островов теряет силу.
Это и подобные решения поколебали представления о законности рабства и послужили прецедентом для последующей борьбы аболиционистов в судебных органах. Однако решение по делу Сомерсета противоречило официальному мнению Генерального прокурора сэра Филиппа Йорка и Генерального солиситора Чарльза Толбота 1729 года, также судебному решению сэра Филиппа Йорка по делу 1749 года о доставке рабов. В этих решениях указывалось, что рабы являются имущественными объектами (Йорк назвал их «подобием скота на ферме»), которые не освобождаются ни в результате принятия христианства, ни в результате въезда в Англию, что их хозяин имеет право вывезти их, покидая Англию.
Тем не менее дело Сомерсета подстегнуло движение аболиционистов во всём англоязычном мире. Рабы один за другим начали уходить от своих хозяев и подтверждать своё право на свободу в судах. C лондонских улиц исчезли объявления типа: «Продаются висячие замки из серебра для негров и собак».
Если рабов в самой Англии насчитывалось не более 15 тысяч, то в колонии Великобритании в XVIII веке рабов из Африки вывозили массово, для работы на плантациях по сбору сахара, чая, кофе, табака и хлопка. Британские колонии на Карибах приносили такие барыши, что упразднение работорговли казалось почти невозможным.
Однако в 1780 году группа интеллектуалов начала полемику по этому вопросу, а в 1785 году Оксфордский университет провёл конкурс эссе «Законно ли делать рабом человека против его воли?». В нём победил 25-летний студент-теолог Томас Кларксон, который затем связался с доктором Шарпом и созданным им кружком квакеров, чтобы организовать Комитет по отмене рабовладения.
Кларксон решил изучать положение с правами рабов в крупнейших негритянских портах, Бристоле и Ливерпуле, и чуть не пал жертвой нанятых рабовладельцами головорезов при их нападении в Ливерпуле.
В 1775 г. в североамериканских колониях была принята декларация лорда Данмора, обещавшая свободу чернокожим в обмен на службу в войсках, сражавшихся против американских повстанцев. Декларация привела к образованию многотысячной группы «чёрных лоялистов», часть которых после окончания войны переселилась в Канаду, а часть — в Великобританию.
В 1787 году кампанию в парламенте за запрещение работорговли возглавил известный британский филантроп Уильям Уилберфорс — отпрыск богатой семьи землевладельцев, славившейся своими консервативными взглядами. Однако молодой пэр счёл своим долгом положить конец рабству, ибо оно противоречит христианскому догмату. В историю вошло его возражение на аргументы плантаторов, что те приобщают чернокожих к цивилизации, поскольку в Африке они живут в диких условиях: «Как бы то ни было, мы не имеем права делать человека счастливым против его воли».
К 1788 году за отмену рабовладения было собрано более 60 000 подписей.
В 1789 году при поддержке премьер-министра Уильяма Питта Уилберфорс приступил к подготовке парламентского отчёта по рабовладению, который был разослан всем депутатам. Тем не менее доводы аболиционистов не убедили парламент: в 1791 году он проголосовал за сохранение рабовладения 163 голосами против 88. Тем более, что в 1791 году на Гаити разразилось восстание рабов, захватившее все Карибы.
Однако Уилберфорс и Кларксон не опустили рук и выпустили отчёт отдельной брошюрой, разошедшейся многотысячным тиражом.
Аболиционистов поддержали английские женщины, объявившие бойкот сахару с карибских плантаций, поддержанный 300 тысячами человек. Продажи сахара упали на 30 % — 50 %.
В 1792 году премьер-министр Питт добился согласия на отмену рабства в Палате Общин, однако Палата Лордов заблокировала законопроект. Уверенность аристократии в том, что прежние устои надо сохранять, укрепила Французская революция.
В 1806 году Англия в рамках континентальной блокады наложила запрет и на перевозку рабов во французские колонии. Этим прецедентом воспользовались Уилберфорс и лорд Гренвиллом, добившиеся распространения в 1807 году этого запрета и на рабовладельческие корабли, направлявшиеся в британские колонии.
Упразднение работорговли не означало отмены самого рабовладения. В мае 1830 года весьма пожилые Уилберфорс и Кларксон провели собрание за отмену рабства, и лишь в 1833 году Парламент разрешил эмансипацию рабов.
Отмена рабства была официально провозглашена в Великобритании 1 августа 1838 года. Днём ранее на Ямайке пастор Уильям Ниб провёл панихиду по рабству, начавшемуся с прибытия первых рабов на остров в 1562 году. В гроб положили ошейник для наказаний, плети и кандалы, обязательные для рабов, а надгробном камне была выбита надпись: «Здесь покоится колониальное рабство. Оно скончалось 31 июля 1838 года в возрасте 276 лет».
Вслед за Англией рабство отменили Франция (1848), Соединённые Штаты (1865), Бразилия (1888).